# Трисульфид нептуния
Трисульфид нептуния — бинарное неорганическое соединение,
соль нептуния и сероводородной кислоты
с формулой NpS3,
чёрные кристаллы.

## Получение
- Реакция металлического нептуния с пара́ми серы:

{\displaystyle {\mathsf {Np+3S\ {\xrightarrow {500^{o}C}}\ NpS_{3}}}}

## Физические свойства
Трисульфид нептуния образует чёрные кристаллы
моноклинной сингонии,

параметры ячейки a = 0,536 нм, b = 0,387 нм, c = 1,810 нм, β = 99,55°, Z = 4.